# استان ناپو
استان ناپو (به اسپانیایی: Napo Province) یک استان‌های اکوادور در اکوادور است که در اکوادور واقع شده‌است.

## خصوصیات
استان ناپو ۱۲٬۵۴۲٫۵۰ کیلومترمربع مساحت و ۱۰۳٬۶۹۷ نفر جمعیت دارد.